# نادي بابان
نادي بابان الرياضي هو فريق كرة قدم عراقي مقره في السليمانية، يلعب في الدوري العراقي الدرجة الثانية.

## التاريخ
تأسس النادي في عام 2019 في السليمانية، ولديهم فريق يلعب في الدوري الكردستاني الممتاز أيضًا.

## وصلات خارجية
- نادي بابان على Goalzz.com
- أندية العراق - تواريخ التأسيس